# Rebilus griswoldi
Rebilus griswoldi är en spindelart som beskrevs av Norman I. Platnick 2002. Rebilus griswoldi ingår i släktet Rebilus och familjen Trochanteriidae.
Artens utbredningsområde är New South Wales. Inga underarter finns listade i Catalogue of Life.